# Schizocosa obscoena
Schizocosa obscoena är en spindelart som först beskrevs av William Joseph Rainbow 1899.  Schizocosa obscoena ingår i släktet Schizocosa och familjen vargspindlar. Inga underarter finns listade i Catalogue of Life.